# Багатостороння агенція з гарантій інвестицій
Багатостороннє агентство з гарантування інвестицій (Аге́нтство з багатосторо́ннього гарантува́ння інвести́цій; англ. Multilateral Investment Guarantee Agency, MIGA) — одна з п'яти інституцій Групи Світового банку, заснована в 1988 році. Місцезнаходження — Вашингтон. Нараховує 181 члена. Україна стала членом MIGA з 1994 року.
Періодичність і місце проведення засідань керівного органу: Щорічні пленарні засідання Рад керуючих Світового банку та МВФ проводяться: 2 роки поспіль — у Вашингтоні, США, кожний третій рік — в іншій країні.

## Основні цілі
Основні цілі:
- сприяння збільшенню притоку інвестицій в країни, що розвиваються, через надання гарантій, включно страхування, по некомерційним ризикам;
- здійснення досліджень, збір і поширення інформації для сприяння інвестуванню;
- надання технічної допомоги країнам, проведення консультацій з інвестиційних питань.

## Організаційна структура
Організаційна структура:
- Рада керуючих;
- Директорат;
- Комітет з розвитку;
- Президент.

Рада керуючих складається з тих самих осіб, що й Рада керуючих МБРР і виконує такі ж функції щодо цілей MIGA.
Директорат складається з 24 виконавчих директорів та їх заступників. Президент МБРР за посадою є головою Директорату MIGA. Директорат займається поточними справами.
Комітет з розвитку являє собою групу міністрів великих країн; вони здійснюють моніторинг з проблем розвитку у сфері економіки й фінансів.
Президент MIGA призначається Директоратом за пропозицією президента МБРР. Займається організаційною роботою.

## Основні напрямки діяльності MIGA
Вона була утворена з тим, щоб забезпечити потенційних інвесторів до країн, що розвиваються, від некомерційних ризиків і таким чином стимулювала туди потоки інвестицій. До некомерційних ризиків належать: війни, соціальні вибухи, експропріація вкладеного капіталу, неможливість переказу прибутку за кордон і таке інше.
Гарантії надають тільки інвесторам із країн-членів MIGA. Строк гарантій — 15-20 років на прямі інвестиції, на позики — понад три роки. Основна вимога надання гарантій: інвестор повинен бути резидентом країни-члена БАГІ; інвестицію ж можна призначати для будь-якої країни, навіть такої, що не входить до MIGA.
Гарантії MIGA, по суті, є страховкою, за одержання якої треба сплатити від 0,25 % до 1,25 % за кожні 100 доларів вартості гарантії. Станом на середину 1997 р. MIGA видало гарантій на суму 3,4 млрд доларів.
MIGA надає консультативні й рекламні послуги через спеціальний Департамент політичних і консультативних послуг.

## Участь України в Багатосторонньому агентстві з гарантій інвестицій
- Дата набуття Україною членства: 27.07.1994 р.;
- Підстава для набуття членства в міжнародній організації: Закон України від 03.06.1992 № 2402-ХХІІ «Про вступ України до МВФ, МБРР, МФК, МАР та БАГІ»[5];

- Статус членства: Повноправний член;
- Характер фінансових зобов'язань України: Фінансові зобов'язання відсутні;
- Обсяг фінансових зобов'язань України на 2017 рік: Внесок не нараховується;
- Центральний орган виконавчої влади, відповідальний за виконання фінансових зобов'язань: Міністерство фінансів України.[6]

Представництво в Україні: Представництво Світового банку.

## Виноски
1. ↑  Архів преси XX століття — 1908.
2. ↑  Global LEI index
3. ↑  Ільченко К. О. Агентство з багатостороннього гарантування інвестицій — Київ: Енциклопедичне видавництво, 2016. — ISBN 978-617-7238-39-2
4. ↑  Member countries of MIGA. www.miga.org (англ.). Архів оригіналу за 15 листопада 2010. Процитовано 24 березня 2020.
5. ↑  ЗАКОН УКРАЇНИ від 03.06.1992 № 2402-ХХІІ «Про вступ України до Міжнародного валютного фонду, Міжнародного банку реконструкції та розвитку, Міжнародної фінансової корпорації, Міжнародної асоціації розвитку та Багатостороннього агентства по гарантіях інвестицій» [Архівовано 17 грудня 2018 у Wayback Machine.] // Верховна рада України.
6. ↑  Єдиний державний реєстр міжнародних організацій, членом яких є Україна станом на 01.01.2017. Архів оригіналу за 9 вересня 2017. Процитовано 10 вересня 2017.